# Hermann Kasten (Politiker, 1853)
Hermann Heinrich Kasten (* 1853; † 1907) war ein deutscher Pädagoge und Bremer Senator.

## Biografie
Kasten hat nach seinem Studium der Mathematik und Naturwissenschaften 1876 an der Universität Göttingen promoviert. Er wurde Lehrer an der Handelsschule Bremen und im Dezember 1892 vom Senat zum Direktor der Handelsschule ernannt sowie 1893 zum Professor. Die Handelsschule war von 1802 bis 1905 eine höhere Schule, danach eine Oberrealschule.

Kasten gehörte politisch der liberalen Freien Vereinigung an und leitete sie bis 1904 (Nachfolger:  Rechtsanwalt Dr. Bernhard Wilckens). Er wurde im September 1904 in den Senat der Freien Hansestadt Bremen gewählt, wo er bis 1907 Mitglied war. Oberlehrer Hermann Entholt vertrat seit 1904 Kasten als Direktor der Handelsschule.